# Kanton Combs-la-Ville
Kanton Combs-la-Ville (fr. Canton de Combs-la-Ville) je francouzský kanton v departementu Seine-et-Marne v regionu Île-de-France. Tvoří ho pět obce. Před reformou kantonů 2014 ho tvořily čtyři obce.

## Obce kantonu
od roku 2015:
- Brie-Comte-Robert
- Combs-la-Ville
- Lieusaint
- Moissy-Cramayel
- Réau

před rokem 2015:
- Combs-la-Ville
- Lieusaint
- Moissy-Cramayel
- Réau